# Benthopecten mutabilis
Benthopecten mutabilis is een zeester uit de familie Benthopectinidae.
De wetenschappelijke naam van de soort werd in 1910 gepubliceerd door Walter Kenrick Fisher.